# 秦丰川
秦丰川（1905年—1991年），今内蒙古自治区丰镇县人，中华民国、中华人民共和国政治人物。

## 生平
秦丰川先后毕业于日本东京帝国大学、德国柏林大学。1925年3月1日，董显光接受直系吴佩孚的资金援助，在天津创办了《庸报》，王镂冰任经理，邰光典任总编辑，后来增聘秦丰川、姜希节、王芸生等人为编辑。 在德国期间，1936年3月2日，旅德华侨抗日联合会在柏林成立，由中华民族武装自卫会柏林分会、中华救亡会、中国出路社、崛起社等联合组成。张炎、黄琪翔、赵一肩、王深林、秦丰川等人任执行委员。1937年10月29日，旅欧华侨抗日团体回国代表团的秦丰川、章文晋、陈柱天、李星可、陆宗华、刘文华、张铁生等人随杨虎城乘法国轮船“哲利波”号启程回国。
归国后，他历任山西省行政人员训练所教育长，陕坝第八战区副长官部参事，重庆货运管理局专员，重庆军统局经济研究室主任，天津经济通讯社（军统外围组织）董事长，北平北方经济建设协会总干事，《民生导报》董事长，张家口市市长兼民建会董事长、华北总部参事，北平市教育局代理局长等职，后来出任傅作义的随员，参加了北平和平解放。其中，秦丰川任张家口市市长1年（1946年10月，国军傅作义部攻占张家口后，国民政府将原第十二战区改为张垣绥靖公署，傅作义任绥署主任兼察哈尔省主席，周钧兼任张家口市市长。1947年3月，傅作义免去周钧张家口市代市长职务，任命秦丰川为张家口市市长。1948年3月23日，行政院免去秦丰川张家口市市长、由竹生副市长职务。同年4月，张家口市更名为张垣市。同年5月20日，王德厚出任张垣市市长。）
中华人民共和国成立后，他历任绥远省人代会代表、绥远省人民政府委员会委员兼绥远省教育厅厅长，内蒙古自治区教育厅副厅长、顾问，1983年9月至1984年任内蒙古自治区文史研究馆第二任馆长。1984年他被免去馆长职务，转内蒙古自治区教育厅离休。
他是中国人民政治协商会议内蒙古自治区委员会第一、二、三届委员，第四届驻会常务委员。
1991年，秦丰川逝世。

## 著作
- 《社会主义的苏联》
- 《日本侵华史》
- 《旅德华侨抗日救国运动》